# یخ (فیلم ۲۰۰۳)
یخ (انگلیسی: Ice) فیلمی در ژانر رمانتیک است که در سال ۲۰۰۳ منتشر شد.